# Deputazione Subalpina di storia patria
La Deputazione Subalpina di storia patria (originariamente Regia Deputazione sopra gli studi di Storia Patria) è un'associazione di storici con sede in Palazzo Carignano a Torino, dedicata a pubblicare ricerche storiche relative al Piemonte e agli Stati sabaudi.

## Storia
Fu fondata nel 1833 a Torino dal re Carlo Alberto con il nome di Regia Deputazione sopra gli studi di Storia Patria.
Il primo presidente fu Prospero Balbo.
Dal 1836 al 1860 pubblicò dieci volumi degli Historiae Patriae Monumenta dedicati allo studio della storia del Regno di Sardegna.
Dopo l'Unità d'Italia pubblicò studi storici sugli antichi territori sabaudi sia subalpini sia transalpini e sulla penisola italiana nell'epoca del Risorgimento, parallelamente ai lavori analoghi realizzati dalle altre deputazioni regionali di storia sorte nel frattempo.

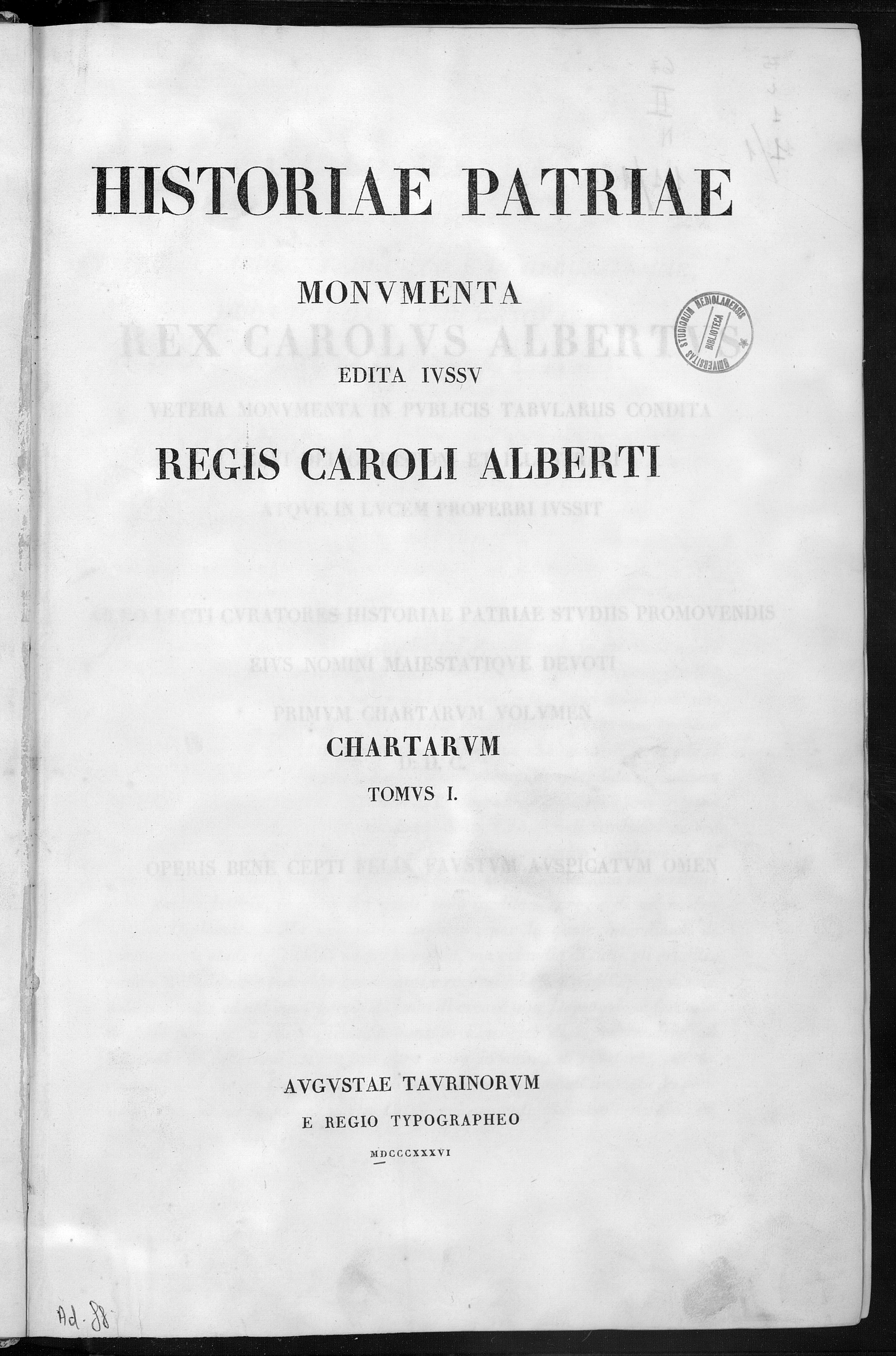
Frontespizio del primo volume degli Historiae Patriae Monumenta

Nel 1881 fu fondato l'Istituto storico italiano con l'obiettivo di coordinare il lavoro delle varie deputazioni di storia presenti sul territorio nazionale.
Nel 1896 lo storico Ferdinando Gabotto fondò la Società Storica Subalpina, rivolta soprattutto agli studi sul Medioevo, che pubblicava il Bollettino storico-bibliografico subalpino e la collana dedicata alle fonti documentarie Biblioteca della Società Storica Subalpina.
Nel 1935 il ministro fascista della pubblica istruzione Cesare Maria De Vecchi decise di fondere la "Regia Deputazione di Storia Patria" con la "Società Storica Subalpina", di cui era divenuto presidente, creando così la Regia Deputazione Subalpina di Storia Patria.
Nel 1949 il Presidente della Repubblica Luigi Einaudi, che era stato membro della "Regia Deputazione di Storia Patria", costituì la Deputazione Subalpina di storia patria, con un nuovo statuto basato su quello prefascista, che con poche modifiche è quello tuttora in vigore. I componenti sono scelti con decreto ministeriale per cooptazione tra gli studiosi di storia subalpina.
Dal 1975, dopo la costituzione del Ministero dei beni culturali, è passata sotto la competenza di questo ministero, ma riceve un sostegno anche da parte della Regione Piemonte.

## Organizzazione
La Deputazione è composta da 30 soci effettivi, 40 corrispondenti, 20 corrispondenti stranieri, più i soci emeriti.

## Attività
Pubblica ogni anno ricerche monografiche su argomenti che vanno dalla storia medievale a quella contemporanea, più una rivista semestrale, il Bollettino storico-bibliografico subalpino.
Presso la sede di Palazzo Carignano dispone di una biblioteca specializzata negli studi storici sul Piemonte con oltre 30.000 volumi, aderente al servizio bibliotecario nazionale e aperta al pubblico per la consultazione.
Grazie a finanziamenti privati, attribuisce ogni anno diversi premi per opere inedite o di recente pubblicazione.